# Зандер Беркли
Александер Харпер Беркли (енгл. Alexander Harper Berkeley; Бруклин, 16. децембар 1955), познатији ко Зандер Беркли (енгл. Xander Berkeley), амерички је позоришни, филмски и ТВ глумац.
Прославио се улогама у филмовима Новајлија (1990), Терминатор 2: Судњи дан (1991), Неколико добрих људи (1992), Кендимен (1992), Аполо 13 (1995), Бодљикава жица (1996), Председнички авион (1997), Шангајско подне (2000).